# Chesty Puller
Lewis Burwell "Chesty" Puller (West Point, 26 de junho de 1898 - Hampton, 11 de outubro de 1971) foi um oficial do Corpo de Fuzileiros Navais dos Estados Unidos, sendo o marine mais condecorado na história dos fuzileiros navais norte-americanos e o único a ser condecorado cinco vezes com a Cruz da Marinha.
Durante sua carreira, ele lutou contra guerrilheiros no Haiti e na Nicarágua, e participou de algumas das batalhas mais sangrentas da Segunda Guerra Mundial e da Guerra da Coreia. Puller se aposentou dos fuzileiros em 1955, vivendo o resto de sua vida na Virgínia, estado em que nasceu.
Na minissérie da HBO, The Pacific (2010), Puller é interpretado pelo ator americano William Sadler.